# Stirpulina
Stirpulina is een monotypisch geslacht van tweekleppigen uit de  familie van de Clavagellidae.

## Soorten
- Stirpulina ramosa (Dunker, 1882)